# Alepes
Alepes is een geslacht van straalvinnige vissen uit de familie van horsmakrelen (Carangidae). Het geslacht is voor het eerst wetenschappelijk beschreven in 1839 door Swainson.

## Soorten
- Alepes apercna Grant, 1987
- Alepes djedaba (Forsskål, 1775)
- Alepes kleinii (Bloch, 1793)
- Alepes melanoptera (Swainson, 1839)
- Alepes vari (Cuvier, 1833)